# Roberta L. Klatzky
Roberta L. Klatzky (* 1947) ist eine US-amerikanische Kognitionspsychologin an der Carnegie Mellon University.
Klatzky wuchs in Michigan nahe des Oberen Sees auf. Sie erwarb 1968 an der University of Michigan einen Bachelor in Mathematik und 1972 bei Richard C. Atkinson an der Stanford University einen Ph.D. in Kognitionspsychologie. Ihre akademische Laufbahn begann sie 1972 an der University of California, Santa Barbara, wo sie bis 1982 zu einer ordentlichen Professur aufstieg. 1993 wechselte sie an die Carnegie Mellon University. Hier ist sie heute (Stand 2023) Charles J. Queenan, Jr. University Professor of Psychology and Human-Computer Interaction.
Roberta Klatzky gilt als führend in der Erforschung der haptischen Wahrnehmung. Weitere wichtige Beiträge konnte sie zum Verständnis der räumlichen Orientierung leisten, jüngere Arbeiten befassen sich mit Mensch-Computer-Interaktion.
Klatzky ist Autorin oder Co-Autorin von mehr als 300 Fachartikeln. Sie hat laut Google Scholar einen h-Index von 89, laut Datenbank Scopus einen von 63 (jeweils Stand Februar 2023).

## Auszeichnungen (Auswahl)
- 1996 Fellow der American Association for the Advancement of Science
- 2010 Kurt-Koffka-Medaille der Justus-Liebig-Universität Gießen[1]
- 2010 Humboldt-Forschungspreis
- 2017 Mitglied der American Academy of Arts and Sciences[4][5]
- 2022 Mitglied der National Academy of Sciences[6]
- Ehrenmitglied der Society of Experimental Psychologists